# آيت حسان الجنوبية (أولاد علي يوسف)
{{معلومات مدينة
| الاسم الرسمي = آيت حسان جماعة أولاد علي يوسف دائرة اوطاط الحاج الأطلس المتوسط الشرقي المغرب=
آيت حسان هي منطقة أمازيغية جبلية تقع في إقليم بولمان في جهة فاس مكناس بالمغرب. تتسم المنطقة بتضاريسها الوعرة وطبيعتها الخلابة، وتعرف بتراثها الثقافي الغني الذي يعكس الحياة التقليدية للأمازيغ. يعتمد سكان المنطقة بشكل أساسي على الزراعة ورعي الأغنام كمصادر رئيسية للعيش.
التضاريس والطبيعة:
- الموقع الجغرافي: تقع منطقة آيت حسان في الأطلس المتوسط الشرقي، وتتميز بارتفاعات جبلية شاهقة مثل جبل تيزي يخنوسن (على ارتفاع 2811 مترًا) و جبل السراط.
- أعلى القمم في المنطقة:
```
 - جبل تيزي يخنوسن: هو أعلى قمة جبلية في المنطقة، ويصل ارتفاعه إلى 2811 مترًا فوق سطح البحر.
 - جبل السراط: هو قمة جبلية أخرى تتميز بارتفاعاتها الشاهقة.
```

- المناخ: تشهد المنطقة تساقطات ثلجية مهمة في فصل الشتاء، مما يجعلها باردة في هذه الفترة، وتصبح مثالية للرعي والزراعة في فصلي الربيع والصيف.
- الموارد الطبيعية: تشتهر المنطقة بوجود العيون و الشلالات، وتعد الزراعة ورعي الأغنام من الأنشطة الاقتصادية الرئيسية. 
الدواوير
تتكون آيت حسان من عدة دواوير رئيسية وهي:
1. دوار بوغيلاس
2. آيت عمر وعلي
3. آيت حمي
4. آيت سعادة
5. إفرعون
6. آيت مزي
7. آيت رحو
8. آيت يعقوب
9. تيمتار
10. أغرم إمقران
11. زاوية سيدي عبد الله
الأنشطة الاقتصادية:
- يعتمد سكان آيت حسان بشكل أساسي على رعي الأغنام  وزراعة المحاصيل باستخدام المزارع المعلقة التي تتناسب مع التضاريس الجبلية
الاراضي الزراعية المعلقة المسقية 
والأراضي الزراعية البورية 
- العنب يعد من الفواكه الأكثر شهرة في المنطقة، بالإضافة 
المناطق الخاصة برعي الاغنام 
- العري: هي مرتفعات جبلية يتم فيها رعي الأغنام، حيث يعيش رعاة الأغنام الذين يعتمدون على هذه المناطق الجبلية طوال فترة الصيف.
- آدرار: هي مناطق جبلية مرتفعة، وأشهر هذه المناطق دوار المسارح التي ينتمي أغلب سكانها إلى دوار بوغيلاس، بالإضافة إلى بعض السكان من دواوير أخرى. تُعرف منطقة المسارح بتساقطات ثلجية مهمة، وهي أعلى دوار في المغرب
التاريخ والمقاومة:
- آيت حسان كانت واحدة من المناطق التي واجهت الاستعمار الفرنسي بشجاعة، حيث شارك سكانها في المقاومة ضد الاحتلال الفرنسي في أوائل القرن العشرين. على الرغم من الطبيعة الجبلية الوعرة للمنطقة، استطاع سكانها تنظيم مقاومة شعبية للتصدي للغزاة الفرنسيين والمشاركة في الدفاع عن أراضيهم.
- لكن بعض المؤرخين قد تجاهلوا توثيق دور المناطق الجبلية مثل آيت حسان في المقاومة، وذلك بسبب قلة المصادر التاريخية أو تركيزهم على الأحداث الكبرى في المدن.
الموقع الجغرافي وحدود المنطقة:
- الحدود:
```
 - من الغرب: جبل أحمري
 - من الشرق: أولاد علي يوسف
 - من الشمال: **جماعة بركين
 - من الجنوب: آيت بازة
```

الهجرة والنزوح
- الهجرة كانت ظاهرة ملحوظة في المنطقة بسبب نقص الفرص الاقتصادية وعدم الاهتمام بالمشاريع التنموية في المنطقة، مما دفع العديد من السكان إلى مغادرتها بحثًا عن فرص عمل وحياة أفضل في المدن الكبرى أو مناطق أخرى.
السمات السياحية:
- آيت حسان تعتبر من المناطق السياحية الطبيعية التي لم تحظَ بشهرة كافية، رغم أنها مكان مثالي للسياحة الجبلية بفضل المناظر الطبيعية الخلابة مثل الجبال و الشلالات 
- المنطقة تعد وجهة مثالية للمسافرين الذين يبحثون عن الهدوء والاتصال المباشر مع الطبيعة البكر
منطقة آيت حسان تعد جزءًا مهمًا من التراث الثقافي والطبيعي في المغرب، حيث تجمع بين الجمال الطبيعي والتاريخ العريق الذي شكل هوية سكانها على مر العصور. تاريخ المنطقة طويل، وقد خاضت تحديات كبيرة بدءًا من المقاومة ضد الاستعمار الفرنسي وصولًا إلى الحفاظ على التراث الأمازيغي من خلال الحفاظ على عاداتهم الزراعية والبدوية في ظل التغيرات الكبيرة في المنطقة.
على الرغم من أن المنطقة لم تحظَ بعد بالشهرة الكافية سياحيًا، إلا أن جمالها الطبيعي يجعلها وجهة فريدة للباحثين عن تجربة ثقافية وطبيعية مميزة.